# Gare du Cellier
Gare du Cellier – przystanek kolejowy w Le Cellier, w departamencie Loara Atlantycka, w regionie Kraj Loary, we Francji.
Jest przystankiem kolejowym Société nationale des chemins de fer français (SNCF), obsługiwanym przez pociągi TER Pays de la Loire, kursujących między Nantes i Angers.